# Liste der Biografien/Schap
Liste der Biografien |
Portal Biografien |
Personensuche
# |
A |
B |
C |
D |
E |
F |
G |
H |
I |
J |
K |
L |
M |
N |
O |
P |
Q |
R |
S |
T |
U |
V |
W |
X |
Y |
Z |
?
 
Sa |
Sb |
Sc |
Sd |
Se |
Sf |
Sg |
Sh |
Si |
Sj |
Sk |
Sl |
Sm |
Sn |
So |
Sp |
Sq |
Sr |
Ss |
St |
Su |
Sv |
Sw |
Sy |
Sz
 
Sca–Sce |
Sch |
Sci–Scz
 
Scha |
Schc |
Schd |
Sche |
Schg |
Schi |
Schj |
Schk |
Schl |
Schm |
Schn |
Scho |
Schp |
Schr |
Schs |
Scht |
Schu |
Schv |
Schw |
Schy
 
Schaa |
Schab |
Schac |
Schad |
Schae |
Schaf |
Schag |
Schah |
Schai |
Schaj |
Schak |
Schal |
Scham |
Schan |
Schap |
Schaq |
Schar |
Schas |
Schat |
Schau |
Schav |
Schaw |
Schax |
Schay |
Schaz
Die Liste der Biografien führt alle Personen auf, die in der deutschsprachigen Wikipedia einen Artikel haben. Dieses ist eine Teilliste mit 147 Einträgen von Personen, deren Namen mit den Buchstaben „Schap“ beginnt.

## Schap

### Schapa
- Schapals, Carola (* 1954), deutsche Malerin
- Schaparenko, Mykola (* 1998), ukrainischer Fußballspieler
- Schaparenko, Oleksandr (* 1946), sowjetischer Kanute
- Schaparow, Marat (* 1985), kasachischer Skispringer
- Schaparow, Radik (* 1984), kasachischer Skispringer
- Schapatawa, Sopia (* 1989), georgische Tennisspielerin
- Schapawalau, Dsmitryj (* 1993), belarussischer Eishockeyspieler

### Schape
- Schapenham, Geen Huygen († 1625), niederländischer Vizeadmiral und Entdecker
- Schaper Rinkel, Petra (* 1966), deutsche Politikwissenschaftlerin und Innovationsforscherin
- Schaper, Alfred (1863–1905), deutscher Anatom, Embryologe und Hochschullehrer
- Schaper, Alwin (1898–1979), deutscher Politiker (CDU), Journalist
- Schaper, Anna (1867–1933), deutsche Politikerin (DNVP), MdHB
- Schaper, August (1840–1920), deutscher Orgelbauer
- Schaper, Carl Heinrich von (1816–1885), deutscher Rittergutsbesitzer und Politiker, MdR
- Schaper, Eduard von (1792–1868), preußischer Beamter, Oberpräsident der Provinz Westfalen und der preußischen Rheinprovinz sowie Generalpostmeister
- Schaper, Edzard (1908–1984), deutscher Schriftsteller und Übersetzer
- Schaper, Franz Ernst Christian (1807–1852), deutscher Jurist und Politiker
- Schaper, Friedrich (1869–1956), deutscher Maler und Grafiker
- Schaper, Fritz (1841–1919), deutscher BildhauerFritz Schaper (1841–1919)

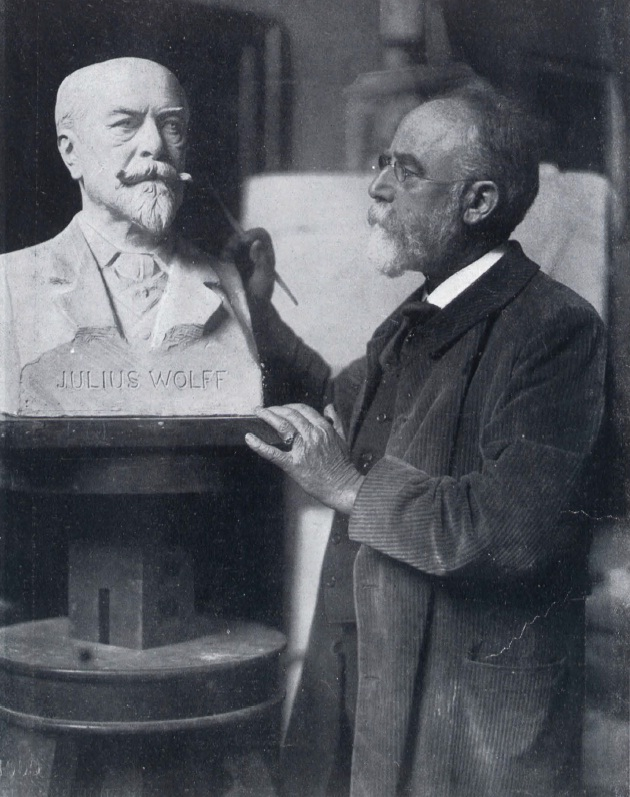
Fritz Schaper (1841–1919)

- Schaper, Fritz (1890–1966), deutscher Politiker und Widerstandskämpfer
- Schaper, Gottwalt (1873–1942), deutscher Brückenbau-Ingenieur und Baubeamter
- Schaper, Heije (1906–1996), niederländischer Generalleutnant und Politiker
- Schaper, Heinrich (1802–1884), deutscher Orgelbauer
- Schaper, Heinrich Johann von (1782–1846), preußischer Generalleutnant
- Schaper, Heinz-Hermann (1942–2018), deutscher Politiker (SPD), MdBB
- Schaper, Hendrik (* 1951), deutscher Rock- und Fusionmusiker
- Schaper, Henry (1875–1937), deutscher Politiker (DDP), MdHB
- Schaper, Hermann (1840–1905), Generalarzt der Preußischen Armee
- Schaper, Hermann (1853–1911), deutscher Maler und Innenarchitekt
- Schaper, Joachim (* 1965), deutscher evangelischer Theologe
- Schaper, Johann (1621–1670), deutscher Glas- und Fayencenmaler des Barock
- Schaper, Johann Ernst (1668–1721), deutscher Mediziner und mecklenburgischer Politiker
- Schaper, Johann Samuel (1652–1705), Generalsuperintendent der Niederlausitz
- Schaper, Josef (1901–1984), deutscher Schauspieler
- Schaper, Julius (1829–1893), deutscher Reichsgerichtsrat
- Schaper, Karl (1910–1965), deutscher evangelischer Theologe
- Schaper, Karl (1920–2008), deutscher Maler, Bildhauer, Grafiker und Konzeptkünstler
- Schaper, Karl (* 1992), deutscher Schauspieler
- Schaper, Klaus (* 1947), deutscher Sozialwissenschaftler
- Schaper, Klaus (1948–1966), deutsches Todesopfer an der innerdeutschen Grenze
- Schaper, Niclas (* 1961), deutscher Arbeits- und Organisationspsychologe und Hochschullehrer
- Schaper, Rainer (1950–2001), deutscher Filmarchitekt, -ausstatter und -produzent
- Schaper, Rüdiger (* 1959), deutscher Autor, Journalist und Theaterkritiker
- Schaper, Rudolf (1868–1940), Theaterintendant in Konstanz, Rostock, Danzig und weiteren Städten
- Schaper, Rudolf (1881–1945), deutscher Rechtsanwalt und Notar, Politiker (NSDAP), MdR
- Schäper, Sabine, deutsche römisch-katholische Theologin und Sozialpädagogin
- Schaper, Susanne (* 1978), deutsche Politikerin (Die Linke), MdLSusanne Schaper (* 1978)

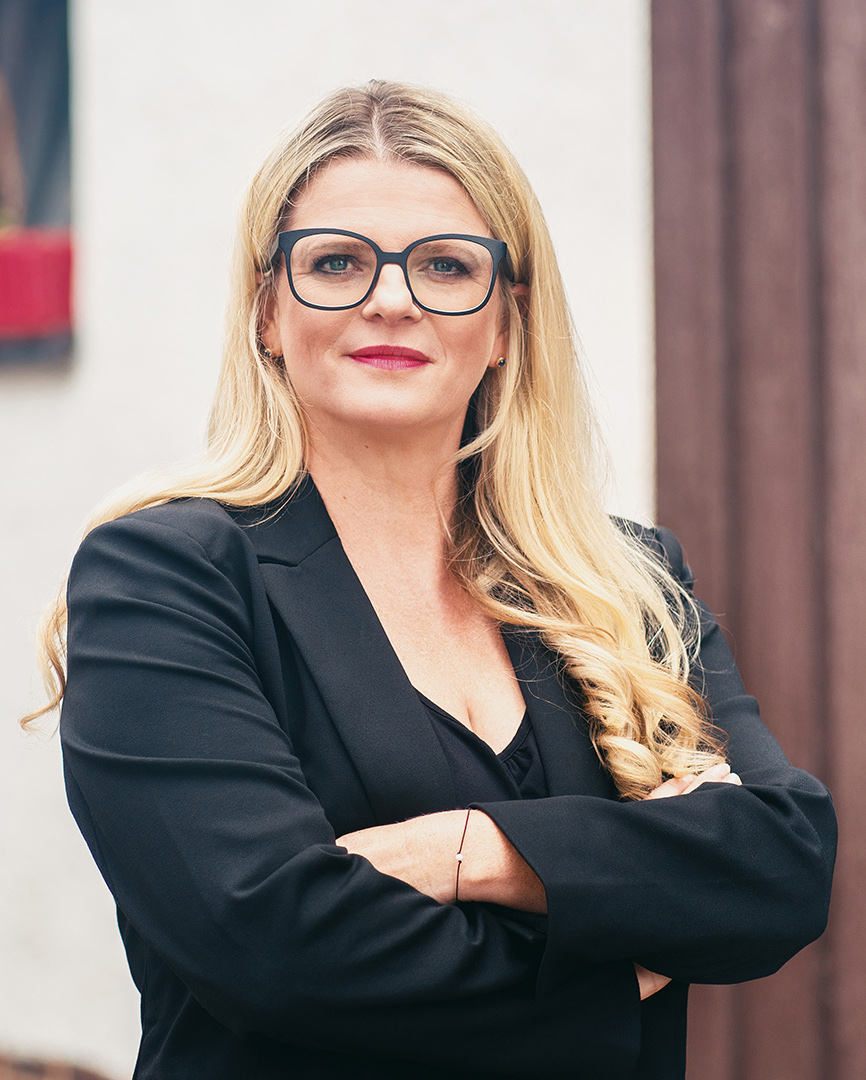
Susanne Schaper (* 1978)

- Schäper, Tobias (* 1979), deutscher Fußballspieler
- Schaper, Torben (* 2002), deutscher Leichtathlet
- Schaper, Uwe (* 1958), deutscher Historiker und Archivleiter
- Schaper, Wilhelm (1855–1926), deutscher Pädagoge und Naturforscher
- Schaper, Wolfgang (* 1934), deutscher Kardiologe
- Schapera, Isaac (1905–2003), britischer Anthropologe, Ethnologe und Afrikanist
- Schäperclaus, Wilhelm (1899–1995), deutscher Fischereiwissenschaftler
- Schäperklaus, Rebecca (* 1992), deutsche Volleyballspielerin
- Schäperkötter, Fritz (1906–1984), deutscher Politiker (SPD), MdL
- Schäpers, Gudrun (* 1967), deutsche Juristin, Präsidentin des OLG Hamm
- Schapers, Michiel (* 1959), niederländischer Tennisspieler
- Schäpers, Veronika (* 1969), deutsche Buchbinderin und Buchkünstlerin
- Schäpertöns, Christa (* 1981), deutsche Fußballspielerin

### Schapf
- Schapfl, Nikolaus (* 1963), deutscher Komponist

### Schapi
- Schäpijew, Äbdulchakim (* 1983), kasachischer Ringer
- Schapira, Carl (1879–1957), deutsch-amerikanischer Elektroingenieur mit dem Fachgebiet Hochfrequenztechnik und Kunstsammler
- Schapira, Chaim-Mosche (1902–1970), israelischer Politiker, Minister und Knesset-Abgeordneter
- Schapira, Esther (* 1961), deutsche JournalistinEsther Schapira (* 1961)

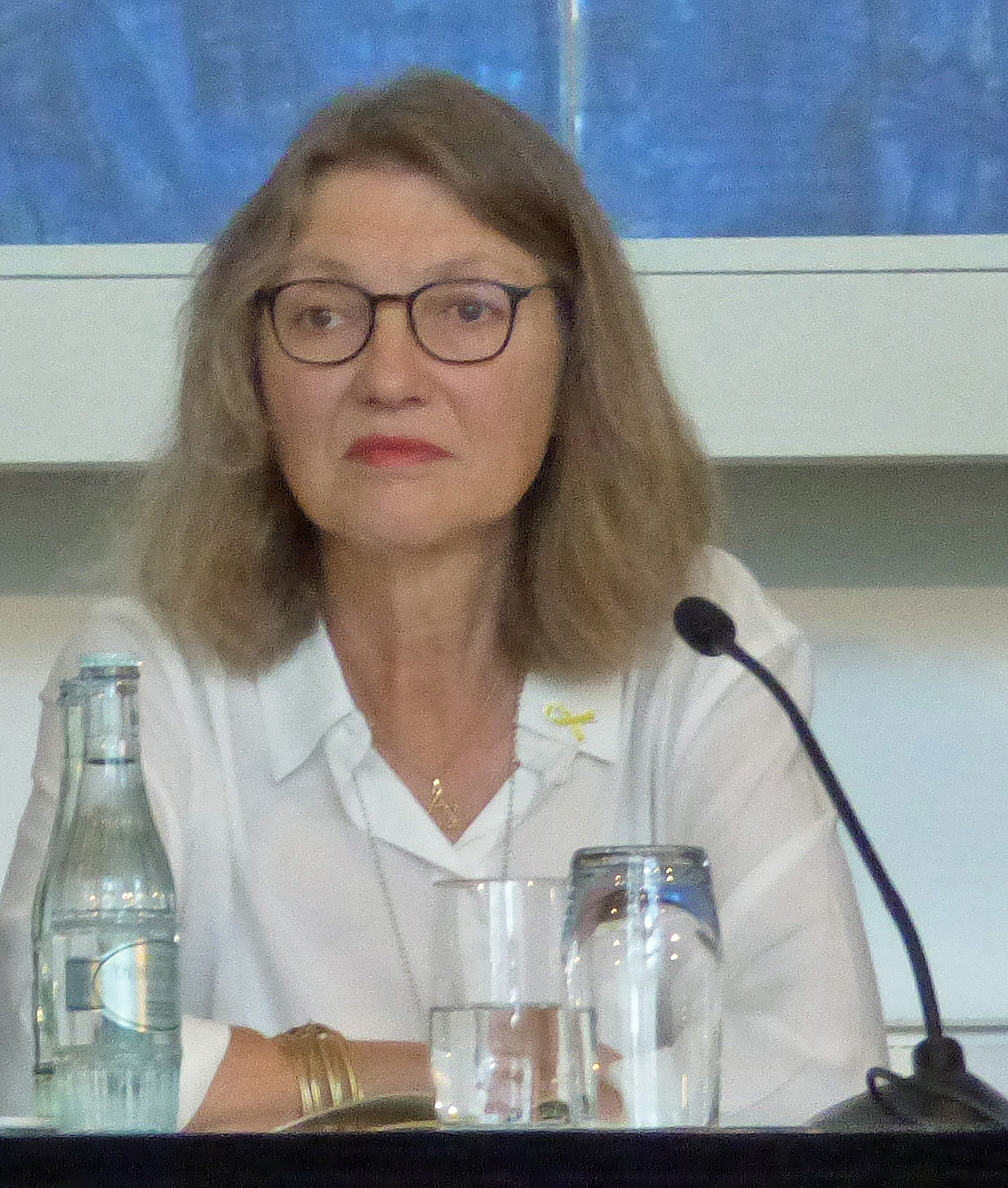
Esther Schapira (* 1961)

- Schapira, Hermann (1840–1898), litauisch-jüdischer Mathematiker und Zionist
- Schapira, Jaʿakov Schimschon (1902–1993), israelischer Politiker
- Schapira, Jitzhak (* 1966), israelischer Rabbiner
- Schapira, Manuel (* 1972), französischer Filmregisseur
- Schapira, Meir (1887–1933), chassidischer Rabbiner
- Schapira, Pierre (* 1943), französischer Mathematiker
- Schapira, Pierre (* 1944), französischer Politiker (PS), MdEP
- Schapira, Rachel (* 1945), israelische Dichterin, Songwriterin und Texterin
- Schapire, Robert (* 1963), US-amerikanischer Informatiker
- Schapire, Rosa (1874–1954), deutsche Kunsthistorikerin und -sammlerinRosa Schapire (1874–1954)

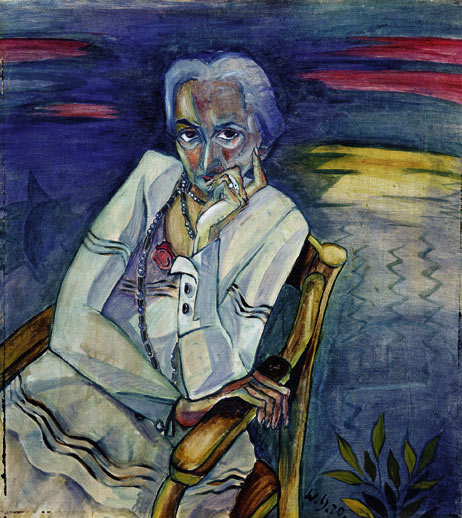
Rosa Schapire (1874–1954)

- Schapire-Neurath, Anna (1877–1911), österreichische Schriftstellerin, Lyrikerin, Frauenrechtlerin
- Schapiro, Alexander (1890–1942), ukrainischer Anarchist jüdischer Abstammung und ein Publizist
- Schapiro, Alexander Moissejewitsch (1883–1946), russischer Anarcho-Syndikalist
- Schapiro, Anna (* 1988), deutsche bildende Künstlerin und Publizistin
- Schapiro, Fjodor Lwowitsch (1915–1973), sowjetischer Physiker
- Schapiro, Iossif Solomonowitsch (1918–1999), sowjetischer Physiker
- Schapiro, Jacob (1885–1942), ukrainischer Börsenspekulant
- Schapiro, Klara (1871–1956), erste Polizeiassistentin in Mainz
- Schapiro, Mary (* 1955), US-amerikanische Finanzexpertin
- Schapiro, Meyer (1904–1996), US-amerikanischer Kunsthistoriker
- Schapiro, Michail Grigorjewitsch (1908–1971), sowjetischer Filmregisseur
- Schapiro, Miriam (1923–2015), feministische US-amerikanische Künstlerin und Autorin
- Schapiro, Steve (1934–2022), US-amerikanischer Fotograf und Fotojournalist
- Schapiro, Waldemar (1893–1933), Widerstandskämpfer gegen den Nationalsozialismus

### Schapk
- Schapka, Ulrich (* 1942), deutscher Orientalist und Bibliotheksdirektor
- Schapke, Richard (1897–1940), deutscher Nationalrevolutionär, Verbandsfunktionär und Publizist
- Schäpkenow, Serik (* 1979), kasachischer Politiker

### Schapo
- Schaporin, Juri Alexandrowitsch (1887–1966), russischer Komponist
- Schaporina, Ljubow Wassiljewna (1879–1967), russische bzw. sowjetische Malerin und Übersetzerin
- Schaposchnikow, Adrian Grigorjewitsch (1887–1967), russischer Komponist
- Schaposchnikow, Boris Michailowitsch (1882–1945), Marschall der SowjetunionBoris Michailowitsch Schaposchnikow (1882–1945)

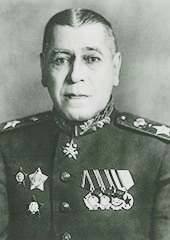
Boris Michailowitsch Schaposchnikow (1882–1945)

- Schaposchnikow, Jewgeni Iwanowitsch (1942–2020), sowjetischer bzw. russischer Marschall
- Schaposchnikow, Jewgeni Nikolajewitsch (* 1981), russischer Schachmeister
- Schaposchnikow, Leonid (* 1950), sowjetischer Boxer
- Schaposchnikow, Matwei Kusmitsch (1906–1994), sowjetischer Offizier
- Schaposchnikow, Michail Jewgenjewitsch (* 1956), russischer Physiker
- Schaposchnikowa, Natalja Witaljewna (* 1961), sowjetische Kunstturnerin
- Schaposchnikowa, Tatjana Olegowna (* 1946), russische Mathematikerin
- Schaposchnykow, Leonid (* 1969), ukrainischer Ruderer
- Schapotschka, Jurij (* 1952), sowjetischer Ruderer
- Schapowal, Maksym (1978–2017), ukrainischer Generalmajor und Chef der Hauptdirektion des Nachrichtendienstes des Verteidigungsministeriums der Ukraine
- Schapowal, Oleksandr (1975–2022), ukrainischer Balletttänzer
- Schapowalow, Alexander Sidorowitsch (1871–1942), russischer Metallarbeiter, Revolutionär und Autor
- Schapowalow, Iwan Nikolajewitsch (* 1966), russischer Musikproduzent, Songschreiber und ManagerIwan Nikolajewitsch Schapowalow (* 1966)

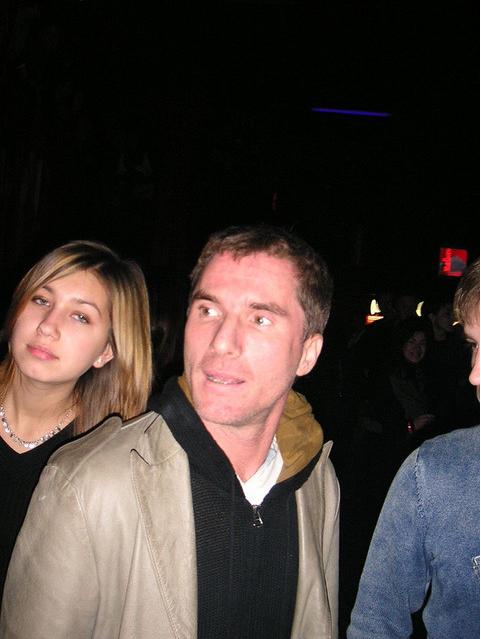
Iwan Nikolajewitsch Schapowalow (* 1966)

- Schapowalow, Susanne (1922–2022), deutsche Fotografin
- Schapowalow, Wjatscheslaw (1947–2022), kirgisischer Schriftsteller und Übersetzer
- Schapowalowa, Jewgenija Anatoljewna (* 1986), russische Skilangläuferin

### Schapp
- Schapp, Jan (* 1940), deutscher Jurist und Hochschullehrer
- Schapp, Luise (1912–2016), deutsche Juristin und Politikerin (CDU), MdL
- Schapp, Theodor (1877–1959), deutscher Elektroingenieur, Unternehmer und Manager
- Schapp, Wilhelm (1884–1965), deutscher Philosoph und Jurist
- Schappacher, Norbert (* 1950), deutscher Mathematiker
- Schappe, Josef (1907–1994), deutscher Politiker (KPD, SPD) und Widerstandskämpfer gegen das NS-Regime
- Schappel, Kaspar, Rottweiler Stadtrichter und Geldgeber
- Schappeler, Christoph (1472–1551), evangelischer Theologe, Kirchenlieddichter und ReformatorChristoph Schappeler (1472–1551)

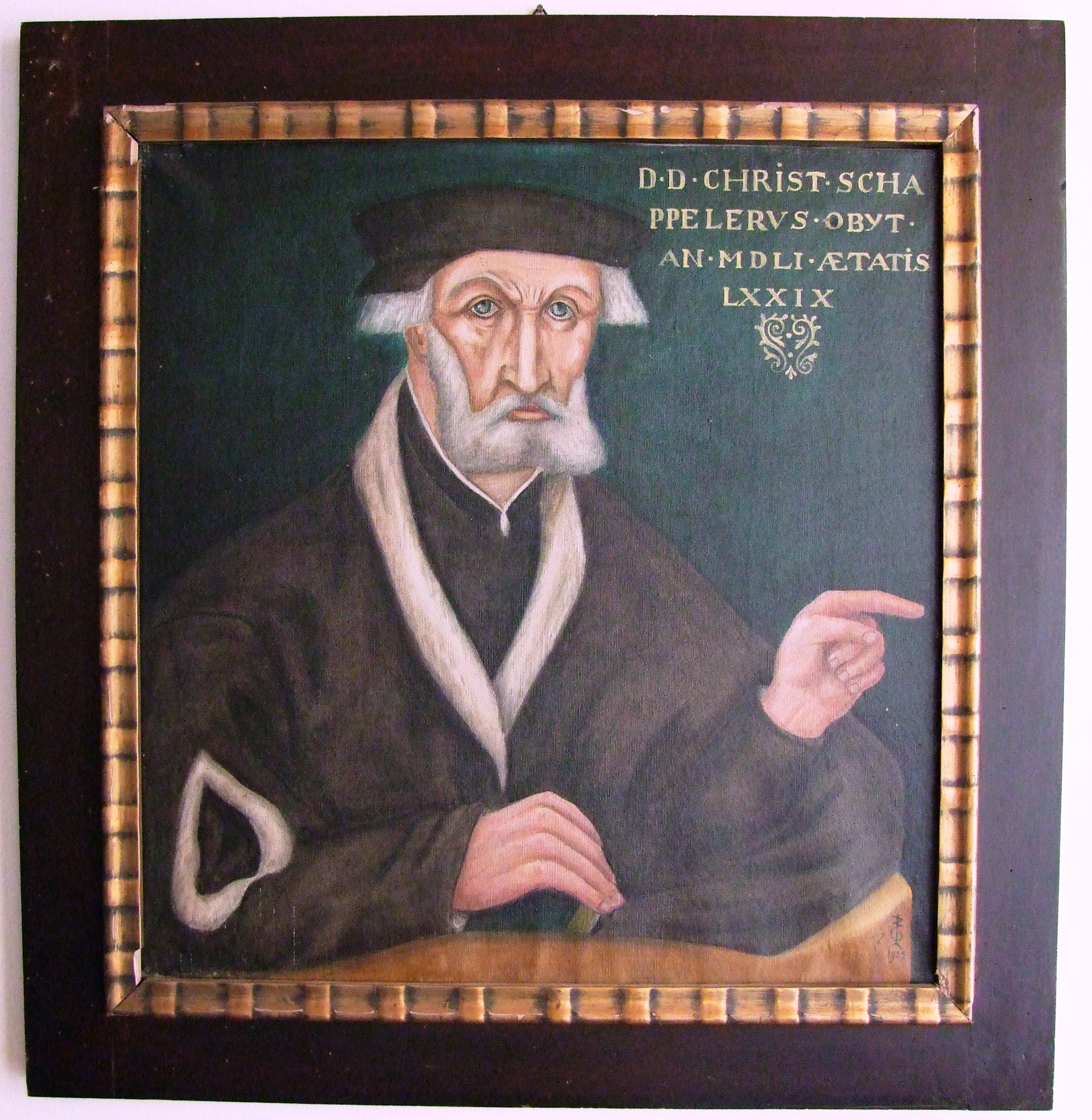
Christoph Schappeler (1472–1551)

- Schappell, Elissa, US-amerikanische Romancière, Erzählerin, Essayistin und Herausgeberin
- Schappeller, Carl (1875–1947), österreichischer Parawissenschaftler
- Schapper, Claus Henning (* 1937), deutscher Ministerialbeamter
- Schapper, Gottfried (1888–1962), deutscher Funkaufklärer
- Schapper, Helmut (1891–1976), deutscher evangelischer Theologe
- Schapper, Karl (1812–1870), deutscher Arbeiterführer
- Schapper, Karl (1879–1941), deutscher katholischer Widerstandskämpfer gegen den Nationalsozialismus
- Schapper, Karl August (1815–1898), deutscher evangelischer Theologe und Predigerseminardirektor
- Schapperoew, Jim (* 1949), amerikanischer Jazzmusiker (Schlagzeug, Komposition)
- Schappert, Peter (* 1962), deutscher katholischer Priester, Hauptabteilungsleiter im Bischöflichen Ordinariat Speyer und Kustos des Doms zu Speyer
- Schappert, Roland (* 1965), deutscher Künstler
- Schäppi, Franz Solan (1901–1981), Schweizer Kapuziner und Missionswissenschaftler
- Schäppi, Johann Jakob (1819–1908), Schweizer Politiker und Lehrer
- Schäppi, Reto (* 1991), Schweizer Eishockeyspieler
- Schäppi, Silvano (* 1994), Schweizer Fussballspieler
- Schäppi, Walter (* 1938), Schweizer Radrennfahrer
- Schappler, Christian (1877–1961), österreichischer Politiker (CSP), Landtagsabgeordneter zum Vorarlberger Landtag

### Schapr
- Schaprunowa, Walentina Jefremowna (* 1937), sowjetische Weitspringerin

### Schaps
- Schaps, Georg (1867–1918), deutscher Reichsgerichtsrat
- Schaps, Karl Leopold (1910–1942), deutsches NS-Opfer
- Schäpsmeier, Moritz (* 1984), deutscher Handballspieler und -trainer

### Schapu
- Schapur, sassanidischer Prinz, Sohn Papaks
- Schapur I., SassanidenherrscherSchapur I.

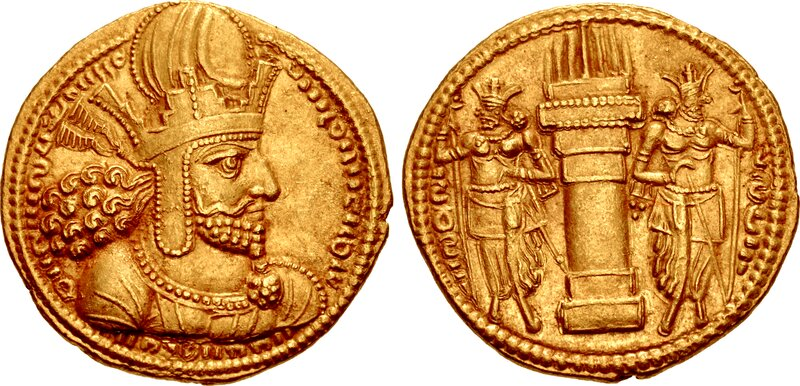
Schapur I.

- Schapur ibn Sahl, persisch-christlicher Mediziner
- Schapur II. (309–379), persischer Sassanidenkönig
- Schapur III. († 388), persischer Sassanidenkönig
- Schapurin, Alexei (* 1987), kasachischer Fußballspieler